# Киёсе
Киёсе (яп. 清瀬市 Киёсэ-си) — город в Японии, находящийся в префектуре Токио. Площадь города составляет 10,19 км², население — 76 258 человек (1 октября 2020), плотность населения — 7483,61 чел./км².

## Географическое положение
Город расположен на острове Хонсю в префектуре Токио региона Канто. С ним граничат города Хигасимураяма, Хигасикуруме, Ниидза, Токородзава.

## Население
Население города составляет 76 258 человек (1 октября 2020), а плотность — 7483,61 чел./км². Изменение численности населения с 1980 по 2005 годы:
| 1980 | 61 913 чел. |  |
| 1985 | 65 066 чел. |  |
| 1990 | 67 539 чел. |  |
| 1995 | 67 386 чел. |  |
| 2000 | 68 037 чел. |  |
| 2005 | 73 529 чел. |  |

## Символика
Деревом города считается дзельква пильчатая, цветком — камелия сасанква, птицей — голубая сорока.